# 风赋
风赋为战国楚国辞赋作家宋玉所创作文学作品。该赋讲述了楚襄王和宋玉关于风的问答。宋玉通过以“大王之雄风”与“庶人之雌风”对比，表现出楚襄王生活奢侈豪华而庶人的生活悲惨贫苦，委婉地表达出讽刺意味。文章中的楚襄王为宋玉所事，自楚怀王被秦国俘虏后被楚人立为国君，荒淫无度，任内屡败于秦国；屈原据传为宋玉之师，力谏无果，后于襄王逃难之际，见大势已去，自投于汨罗江。

## 原文
楚襄王遊於蘭臺之宮，宋玉、景差侍。有風颯然而至，王乃披襟而當之，曰：“快哉此風！寡人所與庶人共者邪？”宋玉對曰：“此獨大王之風耳，庶人安得而共之！”
王曰：“夫風者，天地之氣，溥暢而至，不擇貴賤高下而加焉。今子獨以為寡人之風，豈有說乎？”宋玉對曰：“臣聞於師：枳句來巢，空穴來風。其所托者然，則風氣殊焉。”
王曰：“夫風，安生始哉？”宋玉對曰：“夫風生於地，起於青蘋之末，侵淫谿谷，盛怒於土囊之口，緣太山之阿，舞於松柏之下，飄忽淜滂，激颶熛怒。耾耾雷聲，回穴錯迕，蹶石伐木，梢殺林莽。至其將衰也，被麗披離，沖孔動楗，眴煥粲爛，離散轉移。故其清涼雄風，則飄舉升降，乘淩高城，入於深宮。抵花葉而振氣，徘徊於桂椒之間，翺翔於激水之上。將擊芙蓉之精，獵蕙草，離秦蘅，概新夷，被荑楊，回穴沖陵，蕭條眾芳。然後徜徉中庭，北上玉堂，躋於羅幢，經於洞房，乃得為大王之風也。故其風中人，狀直憯憯惏慄，清涼增欷。清清冷冷，愈病析酲，發明耳目，寧體便人。此所謂大王之雄風也。”
王曰：“善哉論事！夫庶人之風，豈可聞乎？”宋玉對曰：“夫庶人之風，塕然起於窮巷之間，堀堁揚塵，勃郁煩冤，沖孔襲門。動沙堁，吹死灰，駭渾濁，揚腐余，邪薄入甕牖，至於室廬。故其風中人，狀直憞混鬰邑，驅溫致濕，中心慘怛，生病造熱。中唇為胗，得目為篾，啗齰嗽獲，死生不卒。此所謂庶人之雌風也。”

## 成语典故
- 空穴来风
- 風起於青蘋之末
- 寧體便人